# Маносфера
Маносфе́ра (англ. manosphere), або андросфе́ра (англ. androsphere) — неформальна мережа блогів, онлайн-форумів та вебсайтів, які присвячені питанням, що стосуються чоловіків та маскулінності. Часто трактується як чоловічий аналог фемінізму або опозиція до нього. Загальні теми включають питання соціального чоловічого руху в цілому, такі як права чоловіків, права батьків та MGTOW; чоловіки як жертви жорстокого поводження; сексуальної стриманості; самовдосконалення; антифемінізму і тема пікапа зокрема.
Термін виник і має розповсюдження головним чином в англійській мові та має свій сленг. Вебсайти маносфери нерідко порівнюють прийняття цієї ідеології з «вибором червоної пігулки», а ті, хто не згоден з їхньою філософією, сприймаються як ті, що «прийняли синю пігулку». Також часто використовуються терміни «альфа-самець» і «бета-самець». Через те, що деякі представники маносфери бачать байдужість суспільства до проблем, з якими стикаються чоловіки та хлопці, використовують термін зворотний сексизм замість терміна мізандрія.
Кейтлін Дьюві з «The Washington Post» характеризує маносферу як «велику, різноманітну мережу блогів і форумів в інтернеті». За словами оглядача «The Guardian» Алекса Герна, маносфера є «спільнотою чоловіків-пікаперів, жертв зловживань та насильства, прихильників прав батьків, які збираються в Інтернеті».

## Лексикологія
Термін є неологізмом та складається з двох коренів «чоловік» (англ. Man) та «сфера» (англ. Sphere). Інший термін, що має таке ж значення — «андросфера» (від дав.-гр. ἀνήρ, anḗr, genitive ἀνδρός, andros, «man»).
Людину, яка відвідує онлайн-спільноти, пов'язані з маносферою, іноді називають «маносферіанцем», у іншому варіанті — «червонопігульником» (той, хто вибрав «червону пігулку») — це той, хто змістився з раніше прийнятих основних соціальних або феміністських переконань, до тих, які широко відображаються у маносфері. Вони іноді зневажливо відзиваються про своїх недоброзичливців та опонентів як про «блакитнопігульників» (тих, хто вибрав «синю пігулку»).